# Place des Victoires
La place des Victoires (plaça de les Victòries en català) és una plaça  parisenca situada entre el  1r i  2n districte.

## Històric
Aquesta plaça circular, situada al cor de París, va ser creada per iniciativa del  mariscal de La Feuillade vescomte d'Aubusson i de la Ciutat de París i consagrada a les victòries de  Lluís XIV. Les seves característiques són consignades a un decret del Consell del Rei de 1685. Fou inaugurada el 1686 el 26 de març. El seu urbanisme ha estat confiat a Jules Hardouin-Mansart i els veïns tenien l'obligació de construir-hi immobles simètrics.

## El monument central
Tres estàtues s'han succeït d'ençà 1686 fins als nostres dies al centre de la plaça.

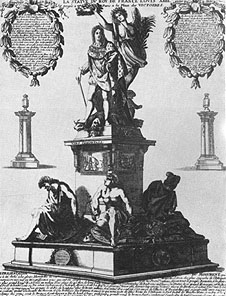
L'estàtua original de Lluís XIV (1686)

- L'estàtua original:  Lluís XIV a peu, de Martin Desjardins. Al sòcol hi havia quatre personatges de bronze representant cadascun una nació vençuda per Lluís XIV i un sentiment diferent (com la resignació, l'abatiment i l'esperança), els baixos relleus i les inscripcions ditiràmbiques sobre la glòria militar del regnat. Quatre fanals hi lluïen permanentment. La inauguració va tenir lloc el març de 1686. El 1792, l'estàtua va ser abatuda pels revolucionaris per ser reemplaçada per una piràmide de fusta i la plaça reanomenada place des Victoires-Nationales el 1793. Els elements de decoració del sòcol han estat conservats i són visibles al Museu del Louvre, l'estàtua va ser fosa per produir canons el 1792.

- L'estàtua del general  Desaix va ser erigida al lloc de la piràmide el 1810 (s'ha dit que Napoleó hauria donat la fusta de la piràmide a un cos de guàrdia que l'hauria utilitzat per a escalfar-se.[1] Era representat completament nu i ràpidament es va haver de treure aquesta estàtua que ofenia la pudor de l'època. El seu bronze va ser fos per fer l'estàtua eqüestre d'Enric IV al  Pont Nou.

- Finalment, l'estàtua actual és l'estàtua eqüestre de Lluís XIV de François Joseph Bosio, col·locada allà el 1828. Aquest monument, el terra de la plaça i un cert nombre d'edificis al voltant són classificats com a monuments històrics.